# Вильгельм III (ландграф Тюрингии)
Вильгельм III Смелый (нем. Wilhelm III. der Tapfere; 30 апреля 1425 — 17 сентября 1482) — маркграф Мейсена в 1428—1445 годах, ландграф Тюрингии с 1445 года, титулярный герцог Люксембурга (под именем Вильгельм II) в 1457—1469 годах. Младший сын курфюрста Саксонии Фридриха I и Катерины Брауншвейг-Люнебургской.

## Биография
После смерти в 1428 году отца, курфюрста Фридриха I, первоначально его владения оказались в нераздельном владении четырёх сыновей. Из них, старший, Фридрих II Кроткий, получил титул курфюрста Саксонии. Его младшие братья Сигизмунд, Генрих и Вильгельм были ещё малы. Сигизмунд в итоге в 1437 году избрал духовную карьеру, а Генрих умер в 1435 году, так и не дожив до совершеннолетия. Владения братьев ещё увеличились в 1440 году, когда умер бездетный ландграф Тюрингии Фридрих IV Миролюбивый, после чего все Веттинские владения оказались вновь объединены.
Однако вскоре между выросшим Вильгельмом и Фридрихом начались раздоры. В 1445 году в Альтенбурге произошло так называемое Альтенбургское деление Веттинов. Согласно этому разделу Вильгельм должен был получить Тюрингию и франконские владения, в то время как старший брат, Фридрих II, должен был сохранить Мейсейнскую марку и титул курфюрста Саксонии.
Однако этот раздел не устроил братьев. В результате их спор о веттинских территориях привёл в 1446 году к Саксонской братской войне, которая закончилась только Наумбургским миром, заключённым 27 января 1451 года. По результатам этого мира Вильгельм отказался от всяких притязаний на Мейсен. Однако он устроил в виде мести похищение племянников Эрнста и Альбрехта, которое совершил дворянин Кунц фон Кауфунген вместе с другими дворянами в 1455 году из Альтенбургского замка, но они вскоре были возвращены. Это едва не окончившееся трагически событие известно в немецкой истории как «Похищение саксонских принцев» (нем. Sächsischer Prinzenraub).
Померившись с братом, Вильгельм смог заняться другим спором — из-за герцогства Люксембург. Ещё в 1439 году он был помолвлен с Анной, дочерью короля Германии Альбрехта II Габсбурга. Благодаря этому браку Вильгельм мог получить право на Люксембург, Венгрию и Чехию. Реальная власть в Люксембурге принадлежала Елизавете фон Гёрлиц, наследницей которой была мать Анны, Елизавета Люксембургская. Однако на Люксембург также претендовал герцог Бургундии Филипп III Добрый, который предлагал остро нуждавшейся в деньгах Елизавете фон Гёрлиц продать ему герцогство.
В 1441 году Вильгельм вторгся в Люксембург, однако Филипп III Добрый вынудил его отступить. В 1442 году Елизавета фон Гёрлиц признала своим наследником Филиппа III Доброго, который в 1443 году занял Люксембург.
Брак между Вильгельмом и Анной был заключён 2 июня 1446 года в Йене. После смерти в 1457 году Ладислава Постума, брата Анны, Вильгельм присвоил себе титул герцога Люксембурга. Права на Чехию он в итоге уступил Йиржи из Подебрад, за сына которого он позже выдал свою дочь. В итоге, не имея возможности отстоять свои права на Люксембург, Вильгельм в 1459 году уступил права на герцогство королю Франции.
В 1459 году Вильгельм и его брат, курфюрст Фридрих, заключили Эгерский договор с Йиржи из Подебрад, ставшим к тому моменту королём Чехии. Этот договор определил границу между Чехией и Саксонией на высоте Рудных гор и по середине Эльбы.
Брак Вильгельма с Анной был неудачным. От него на свет так и не появились сыновья, только 2 дочери. Ещё при жизни Анны Вильгельм завёл себе любовницу, Катарину фон Бранденштейн, на которой женился после смерти Анны в 1462 году. Семье Катарины он даровал ряд владений, включая замок Ранис.
Вильгельм чеканил серебряные гроши известные как Judenkopf Groschen. Её лицевой портрет показывает человека с острой бородкой в еврейской шляпе, которое является изображением типичного еврея.
Вильгельм был последним представителем династии Веттинов, при которых Тюрингия была отдельным государством. После смерти Вильгельма 17 сентября 1482 года Тюрингию унаследовали его племянники Эрнст и Альбрехт.

## Брак и дети
1-я жена: с 20 июня 1446 года (Йена) Анна Габсбург (12 апреля 1432 — 13 ноября 1462), эрцгерцогиня Австрийская, титулярная герцогиня Люксембурга, дочь короля Германии, Венгрии, Чехии и герцога Австрии Альбрехта II и Елизаветы Люксембургской. Дети:
- Маргарита (1449 — 13 июля 1501); муж: с 26 августа 1476 (Берлин) Иоганн Цицерон (2 августа 1455 — 9 января 1499), курфюрст Бранденбурга с 1486
- Катерина (1453 — 17 января 1534); муж: с 26 февраля 1471 Гинек из Подебрад (17 мая 1452 — 11 июля 1492), сеньор Подебрада и Колина, герцог Мюнстерберга

2-я жена: с 6 июля 1463 года (Веймар) Катарина фон Бранденштейн (ум. 2 ноября 1492), дочь Эбергарда фон Бранденштейн, сеньора цу Оппург и Бранденштейн. Детей от этого брака не было.